# ترین میکلسن
ترین میکلسن (انگلیسی: Trine Michelsen; ۲۱ ژانویهٔ ۱۹۶۶ – ۱۷ ژانویهٔ ۲۰۰۹) بازیگر اهل دانمارک بود. وی بین سال‌های ۱۹۸۶ تا ۱۹۹۹ میلادی فعالیت می‌کرد.
از فیلم‌ها یا برنامه‌های تلویزیونی که وی در آن نقش داشته‌است می‌توان به احمق‌ها، روانآشفتگی اشاره کرد.